# Emmanuel Gil
Emmanuel Gil (* 16. August 1986 in Ciudad Obregón, Sonora) ist ein ehemaliger mexikanischer Fußballspieler, der in der Abwehr bzw. im defensiven Mittelfeld agierte.

## Laufbahn
Gil begann seine Laufbahn als Profispieler 2009 bei den Albinegros de Orizaba in der  Ascenso MX und wechselte nach deren Rückzug aus der  zweiten Liga im Sommer 2011 zu den Reboceros de La Piedad, für die er ebenfalls zwei Jahre spielte. 
Im Sommer 2013 wurde er vom Aufsteiger Tiburones Rojos Veracruz verpflichtet, für die er in der Saison 2013/14 erstmals in der höchsten mexikanischen Spielklasse zum Einsatz kam. 